# Haarwinkelhaak

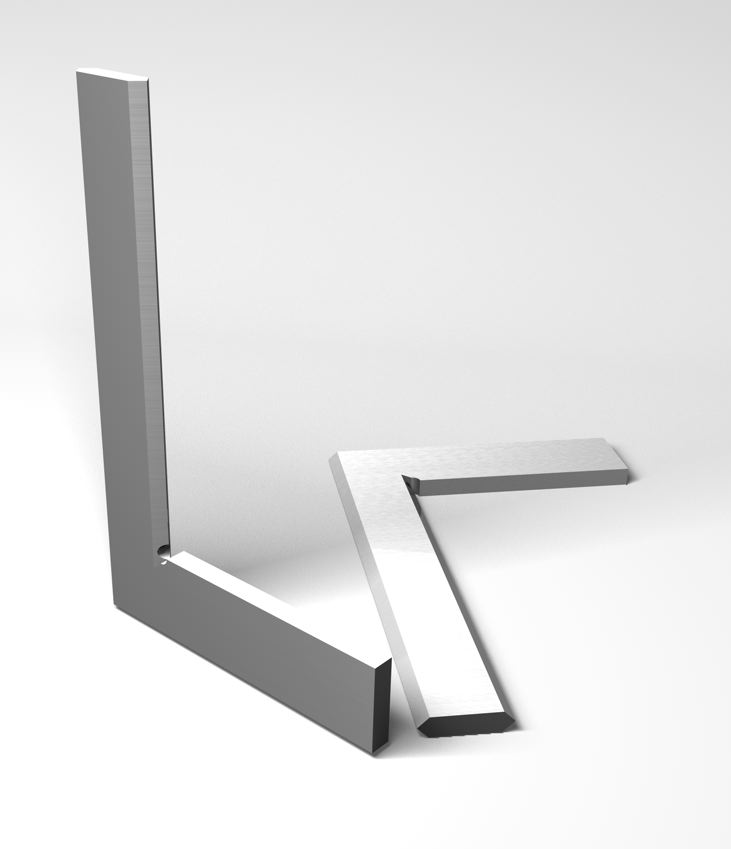
Haarwinkelhaak

Een haarwinkelhaak is een nauwkeuriger uitvoering van de blokhaak of platte haak.
Het is een gehard stalen controlegereedschap, uit een stuk gemaakt, dat in de metaalbewerking gebruikt wordt om zeer nauwkeurig te kunnen zien of een werkstuk haaks of 90° en vlak is. De haaksheid van een hoek wordt gecontroleerd door middel van de lichtspleet tussen meetvlak en materiaal. Omdat het meetvlak, dat aangebracht is op een van de benen, scherp en mesvormig is, zal er minder contact zijn met het werkstuk. Hierdoor kan zeer nauwkeurig worden vastgesteld of een hoek haaks is of niet.